# Pale lager

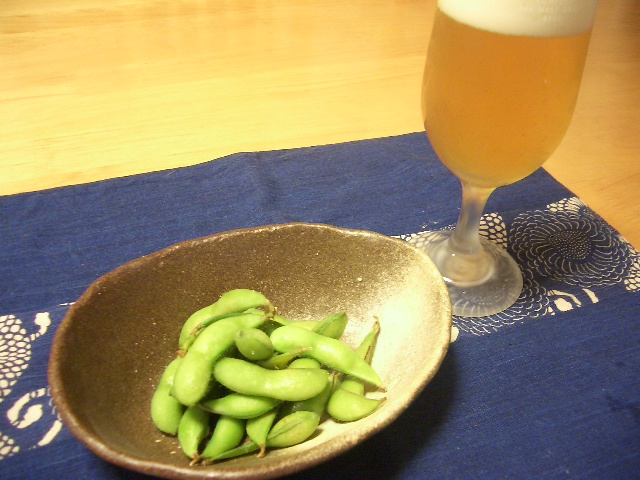
Cerveza 'pale' japonesa con edamame, un aperitivo típico de Japón.

Las cervezas pale lager son del tipo lager y cubren una amplia gama que puede ir desde las pale (en inglés 'pálida') hasta las más doradas. Todas ellas tienen un atenuado sabor a lúpulo. La mayoría de las cervezas elaboradas en la actualidad son de este tipo, a menudo emplean diferentes cereales como el arroz o el maíz como adjuntos (grit) para proporcionar cuerpo a la cerveza.

## Características
Las cervezas pale lager tienden a ser de sabores muy definidos, crujientes (debido a la acidez del CO2) y su proceso de carbonatación. Los sabores no predominan, ni sobresalen, en las distintas elaboraciones tradicionales, si no es por los ingredientes extra añadidos. El carácter del lúpulo (amargura, sabor y aroma) tiene un rango que puede ir desde lo más mínimo hasta el mayor grado de amargura.

## Variantes
Existen diferentes tipos de pale lager (lager pálidas) e incluyen:
- Pilsener — Se trata de la lager más común, desarrollada originariamente en la ciudad checa de Pilsen; la mayoría de las pale lagers con la denominación Pilsner tienen un aroma y sabor amargo debido al lúpulo.

- Dortmunder Export — una versión más suave elaborada originariamente en la ciudad alemana de Dortmund en el año 1873.

- Helles — Una versión más suave de la pale lager elaborada en Múnich, originariamente era la única competidora contra la Pilsener. Una versión más fuerte de la cerveza conocida como Wiesen ("estilo sabio") reemplaza a menudo a las cervezas de tipo Märzen en el Oktoberfest.

- American-style Lager — La primera lager elaborada en América en la parte antigua de la ciudad de Filadelfia por el cervecero John Wagner en 1840 empleando levaduras de su nativa Baviera.

- Cerveza seca es el estilo más popular en Japón, diseñada para minimizar el retro-gusto. Es una cerveza muy pálida y con extremado sabor a lúpulo.

- Spezial es el estilo más fuerte de pale lager, elaborado y servido muy frecuentemente al sur de Alemania, encontrado también en Austria y Suiza. Ocupa posición entre el Helles y el Bock en términos de sabor y fortaleza.